# Branislav Arsenović
Branislav „Brano“ Arsenović (* 12. Juli 1968 in Bijeljina, Jugoslawien) ist ein ehemaliger bosnischer Fußballtorwart und derzeitiger Torwarttrainer. Von 2015 bis 2020 war er in dieser Funktion bei Dynamo Dresden tätig.

## Karriere

### Spieler
Arsenović spielte zwischen 1980 und 1992 in seiner Heimatstadt bei FK Radnik Bijeljina, ehe er vor dem Bürgerkrieg in Bosnien flüchtete. In der Saison 2001/02 stand der Torwart in der deutschen Regionalliga Süd beim SSV Jahn Regensburg unter Vertrag, wo er zu einem Einsatz in der ersten Mannschaft kam.

### Torwarttrainer
Nach dem Ende seiner Spielerkarriere war er Torwarttrainer der zweiten Mannschaft von Jahn Regensburg (2005–2006), ehe er im Sommer 2006 zum FC Ingolstadt 04 wechselte. Sein dortiges Engagement endete 2014.
Im Juni 2015 wurde Branislav Arsenović als Nachfolger von Thomas Köhler Torwarttrainer bei Dynamo Dresden, wo er einen Zweijahresvertrag und neben seiner Funktion bei der ersten Mannschaft die konzeptionelle Gesamtverantwortung für die Torwartausbildung im Nachwuchsbereich erhielt. Im April 2017 wurde sein Vertrag bei Dynamo Dresden bis 2019 verlängert, eine weitere Vertragsverlängerung bis 2021 erfolgte im Februar 2019. Nach dem Ende der Saison 2019/20 und dem Abstieg der Dresdner in die 3. Fußball-Liga gab Arsenović auf eigenen Wunsch die Auflösung seines Vertrags bekannt.